# Reginald Bibby
Pour les articles homonymes, voir Bibby.
Reginald Wayne Bibby, né en 1943, est un sociologue, un religiologue et un essayiste canadien. Il a été professeur à l'Université d'État de Washington, à l'Université de Lethbridge. Il est un spécialiste sur l'évolution des tendances religieuses au Canada.

## Biographie
Bibby a étudié en théologie et a obtenu un Bachelor of Divinity au Séminaire théologique baptiste du Sud de Louisville. Il a également obtenu une maîtrise ès arts à l'Université de Calgary. 
Il a été chercheur pendant vingt ans, analysant les croyances personnelles des Canadiens et leur impact social. Ses chroniques et essais ont paru dans le Globe and Mail, dans le Calgary Herald, le Edmonton Journal, le Ottawa Citizen ainsi que sur l'émission Canada AM.
Ses recherches ont mené à un nouvel indice d'analyse sociologique qu'il appelle l'indice de religiosité. Les données qu'il a accumulées ont notamment permis de démontrer que le Québec était la province la plus croyante (91 %) mais la moins religieuse (24 %). 
À l'inverse, la Colombie-Britannique est la province la moins croyante (56 %) alors que les provinces de l'Atlantique forment la  « ceinture biblique » du Canada. Bibby est de l'avis que les Canadiens sont en quête de l'au-delà mais qu'ils ont une nette tendance à privatiser la foi. 
En 2006, il a été décoré Officier de l'Ordre du Canada.

## Ouvrages publiés
- Project Canada: A Study of Deviance, Diversity and Devotion in Canada, 1976
- Religionless Christianity: Profile of Religion in Canada
- The Emerging Generation: An Inside Look at Canada’s Teenagers, 1985
- Fragmented Gods: The Poverty and Potential of Religion in Canada, 1987 (La religion à la carte. Pauvreté et potentiel de la religion au Canada, Montréal, Fides, 1988).
- Teen Trends, 1992
- The Bibby Report: Social Trends Canadian Style, 1995
- Canada's Teens: Today, Yesterday and Tomorrow, 2001
- Restless Gods: The Renaissance of Religion in Canada, 2002
- The Future Families Project: A Survey of Canadian Hopes and Dreams, 2004
- The Bibby Report on Catholicism in Quebec, 2007